# Chlorocypha luminosa
Chlorocypha luminosa – gatunek ważki z rodziny Chlorocyphidae. Występuje w Afryce Zachodniej – od Gwinei i Sierra Leone po Togo.